# Рубча (Петриковский район)
Рубча (бел. Рубча) — деревня в Голубицком сельсовете Петриковского района Гомельской области Беларуси.
На востоке и западе граничит с лесом.

## География

### Расположение
В 12 км на запад от Петрикова, 23 км от железнодорожной станции Муляровка (на линии Лунинец — Калинковичи), 202 км от Гомеля.

## Транспортная сеть
Транспортные связи по просёлочной, затем автомобильной дороге Житковичи — Петриков. Планировка состоит из прямолинейной улицы, ориентированной с юго-востока на северо-запад и застроенной неплотно деревянными усадьбами.

## История
По письменным источникам известна с XIX века как деревня в Лясковичской волости Мозырского уезда Минской губернии. Согласно переписи 1897 года действовала часовня. В 1923 году открыта школа, которая размещалась в наёмном крестьянском доме. В 1930 году организован колхоз имени М. И. Калинина, работала шерсточесальня. Во время Великой Отечественной войны 43 жителя погибли на фронте. Согласно переписи 1959 года в составе совхоза «Голубичский» (центр — деревня Голубица). Работали клуб, фельдшерско-акушерский пункт.

## Население

### Численность
- 2004 год — 66 хозяйств, 129 жителей.

### Динамика
- 1897 год — 30 дворов, 196 жителей (согласно переписи).
- 1908 год — 41 двор, 265 жителей.
- 1925 год — 54 двора.
- 1959 год — 419 жителей (согласно переписи).
- 2004 год — 66 хозяйств, 129 жителей.